# Daguma-Gebirge
Das Daguma-Gebirge ist ein Gebirge auf den Philippinen. Es befindet sich im Süden der Insel Mindanao und umfasst Gebiete der Provinzen Sultan Kudarat, Sarangani und South Cotabato. Die nordwestlichen Ausläufer des Gebirges erreichen auch die Provinz Maguindanao.
Das Daguma-Gebirge erstreckt sich entlang der Küste an der Celebessee. Es verläuft von der Bucht von Illana bis zur Bucht von Sarangani. Der höchste Berg des Gebirges ist der Mount Busa; dieser erreicht eine Höhe von ca. 2083 Metern über dem Meeresspiegel. Weitere Berge sind der Mount Daguma (1898 Meter) und die Three Kings. Der bekannteste Berg ist jedoch der Vulkan Parker, der 1641 einen für die Region verheerenden Ausbruch hatte und in dessen Folge sich der Maughan-See in seiner Gipfelcaldera bildete. Das Daguma-Gebirge bildet eine Wasserscheide zwischen dem Rio Grande de Mindanao im Norden und den Flüssen im Süden, die direkt in die Celebessee münden.
Im Norden des Gebirges liegt der Sebu-See, in dessen Nähe sich der Wissenschaftskrimi um den Stamm der Tasaday abspielte.